# Antonio Blanco (calciatore argentino)
Antonio Blanco (Rosario, 28 aprile 1896 – ...) è stato un calciatore argentino, di ruolo attaccante.

## Caratteristiche tecniche
Giocava come ala destra o interno destro.

## Palmarès

### Club

#### Competizioni nazionali
- Copa Intendente Nicasio Vila: 2

Rosario Central: 1916, 1917
- Copa de Honor Municipalidad de Buenos Aires: 1

Rosario Central: 1916